# Bahnhof Kawagoe
Der Bahnhof Kawagoe (jap. 川越駅, Kawagoe-eki) befindet sich in der Stadt Kawagoe in der Präfektur Saitama an der Kawagoe-Linie der East Japan Railway Company (JR East).

## Linien
Der Bahnhof Kawagoe wird von den folgenden Linien bedient:

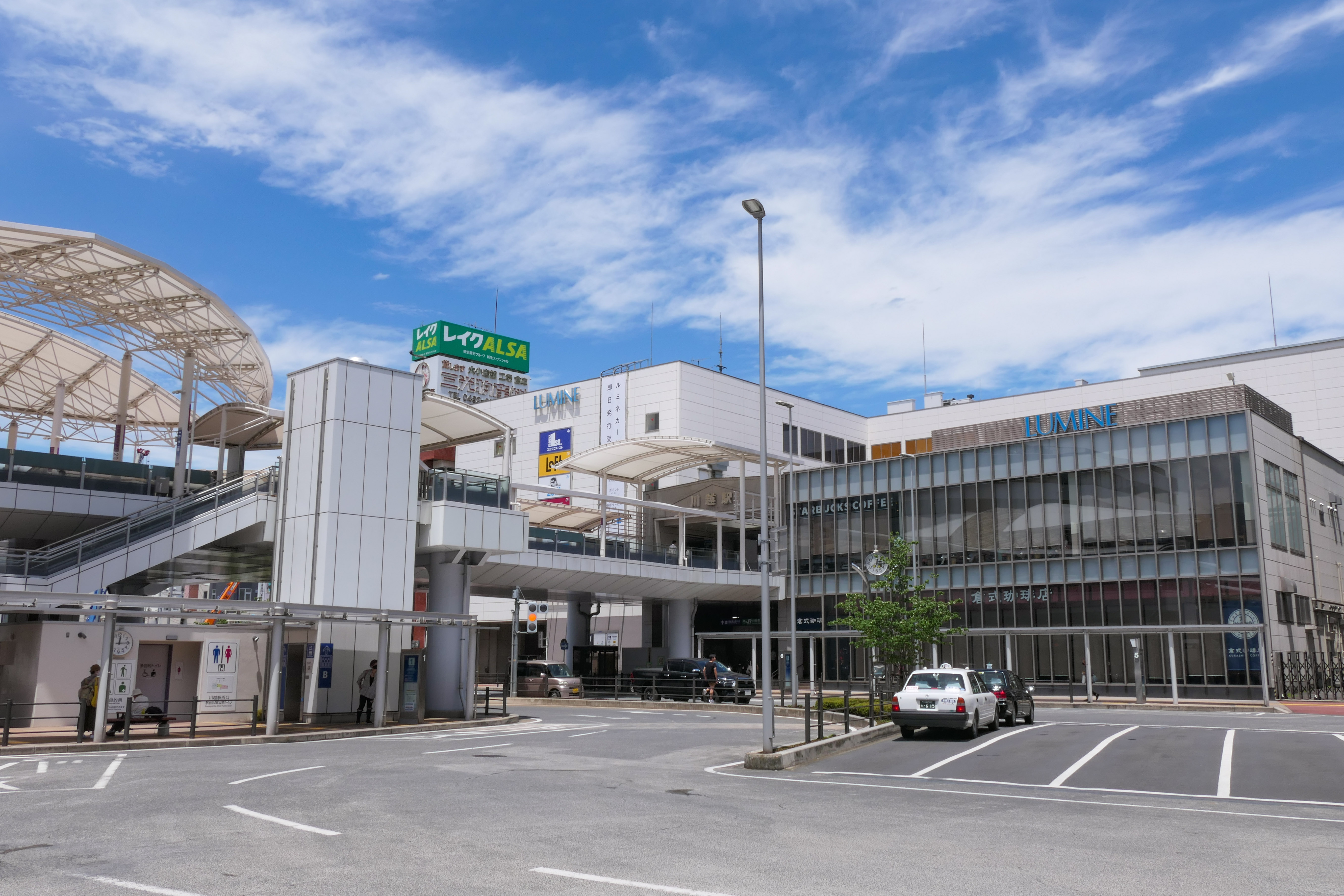
Außenansicht des Kawagoe-Bahnhofsgebäudes der JR-Kawagoe-Linie und der Tobu-Tojo-Linie (vom Westausgangskreisel aus)

- Kawagoe-Linie
- Tōjō-Linie

## Geschichte
Am 22. Juli 1940 wurde der Bahnhof von der Japanese National Railways (日本国有鉄道) eröffnet.

## Nutzung
Im Jahr 2006 nutzten im Durchschnitt täglich 36.997 Personen die Kawagoe-Linie und 117.270 Personen die Tōjō-Linie.